# Aepiblemus
Aepiblemus is een geslacht van kevers uit de familie van de loopkevers (Carabidae). De wetenschappelijke naam van het geslacht is voor het eerst geldig gepubliceerd in 1993 door Belousov & Kabak.

## Soorten
Het geslacht Aepiblemus omvat de volgende soorten:
- Aepiblemus caeculus Belousov et Kabak, 1993
- Aepiblemus marginalis Belousov et Kabak, 1997